# Ahmet Hakan

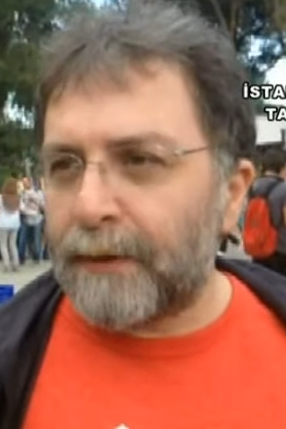
Ahmet Hakan, während der Proteste in der Türkei 2013, im Gezi-Park, Istanbul.

Ahmet Hakan Coşkun (* 1967 in Yozgat) ist ein türkischer Journalist und Fernsehmoderator.

## Leben
Hakan wurde 1967 als Sohn eines Muftis in Yozgat geboren. Aufgrund der zahlreichen Versetzungen seines Vaters verbrachte er seine Kindheit in verschiedenen Regionen Anatoliens. Er studierte islamische Theologie in Bursa und Istanbul. Seine berufliche Laufbahn begann er 1993 als Reporter beim Fernsehsender TGRT. 1995 wechselte er zum Sender Kanal 7, wo er zunächst als Anchorman und dann auch als Moderator einer Talkshow arbeitete. Zudem begann er, Kolumnen zu schreiben; erst für die Tageszeitung Yeni Şafak, ab 2002 für die Sabah. 
Im Jahr 2005 wechselte er zum Sender CNN Türk, wo er seither eine Talkshow mit dem Titel Tarafsız Bölge (Unparteiische Zone) moderiert. Seither schreibt er Kolumnen für die Hürriyet, die ebenso ebenfalls zur Mediengruppe Doğan gehört. Manche davon erscheinen auch in englischer Übersetzung bei Hürriyet Daily News. Im Januar 2017 wurde er zudem Sprecher der Hauptnachrichtensendung des Doğan-Senders Kanal D.
Im Oktober 2015 wurde er von vier Männern angegriffen, die ihn nach einer Sendung verfolgt hatten. Er erlitt leichte Verletzungen. Zuvor war er von einem Kolumnisten der AKP-nahen Tageszeitung Star sowie einem AKP-Abgeordneten öffentlich bedroht worden. Bei zwei der Angreifer handelte es sich um vorbestrafte Security-Mitarbeiter und Mitglieder der AKP. Die Angreifer wurden verurteilt und Hakan erhielt Schmerzensgeld.
Einige der ausführlichen Gespräche, die Hakan in seiner Sendung bei Kanal 7 führte, erschienen in Buchform; darunter Interviews mit Orhan Pamuk, Vedat Türkali, Deniz Baykal, Orhan Gencebay und Yaşar Nuri Öztürk.